# Christopher O’Donnell
Christopher „Chris“ O’Donnell (* 17. Mai 1998 in Sligo) ist ein irischer Sprinter, der sich auf den 400-Meter-Lauf spezialisiert hat. 2024 wurde er in der Mixed-Staffel über 4-mal 400 Meter in Rom Europameister.

## Sportliche Laufbahn
Erste internationale Erfahrungen sammelte Christopher O’Donnell im Jahr 2017, als er bei den U20-Europameisterschaften in Grosseto in 46,54 s den sechsten Platz im 400-Meter-Lauf belegte. Im Jahr darauf schied er bei den Europameisterschaften in Berlin mit 46,81 s in der ersten Runde aus und verpasste mit der irischen 4-mal-400-Meter-Staffel in 3:06,55 min den Finaleinzug. 2019 scheiterte er bei den U23-Europameisterschaften in Gävle mit 48,04 s in der Vorrunde über 400 Meter und auch mit der Staffel kam er mit 3:09,02 min nicht über den Vorlauf hinaus. Bei den World Athletics Relays 2021 im polnischen Chorzów belegte er in 3:20,26 min den siebten Platz in der Mixed-Staffel und stellte im Vorlauf mit 3:16,84 min einen neuen Landesrekord auf. Mit der Mixed-Staffel nahm er im August an den Olympischen Sommerspielen in Tokio teil und belegte dort mit 3:15,04 min im Finale den achten Platz. Im Jahr darauf startete er mit der Männerstaffel bei den Hallenweltmeisterschaften in Belgrad, verpasste dort aber mit 3:08,63 min den Finaleinzug. Im Juni siegte er in 46,44 s beim P-T-S Meeting und schied dann im Juli bei den Weltmeisterschaften in Eugene mit 46,01 s im Halbfinale aus. Zudem belegte er in der Mixed-Staffel mit 3:16,86 min im Finale den achten Platz. Daraufhin schied er bei den Europameisterschaften in München mit 45,73 s im Semifinale über 400 Meter aus.
2023 schied er bei den Weltmeisterschaften in Budapest mit 46,76 s in der ersten Runde über 400 Meter aus und belegte mit der Mixed-Staffel in 3:14,13 min den sechsten Platz. Im Jahr darauf wurde er bei den Europameisterschaften in Rom im Halbfinale über 400 Meter disqualifiziert und siegte bei der erstmals ausgetragenen Mixed-Staffel über 4-mal 400 Meter in 3:09,92 min gemeinsam mit Rhasidat Adeleke, Thomas Barr und Sharlene Mawdsley und stellte damit einen neuen Landesrekord auf. Zudem verpasste er mit der Männerstaffel mit 3:04,41 min den Finaleinzug. Im August verpasste er bei den Olympischen Sommerspielen in Paris mit 3:12,67 min den Finaleinzug in der Mixed-Staffel.
In den Jahren von 2018 bis 2020 sowie 2022 und 2023 wurde O’Donnell irischer Meister im 400-Meter-Lauf.

## Persönliche Bestzeiten
- 200 Meter: 21,09 s (−1,2 m/s), 20. August 2022 in Kettering
  - 200 Meter (Halle): 21,96 s, 5. Februar 2020 in Sheffield
- 400 Meter: 45,26 s, 18. Juni 2022 in Madrid
  - 400 Meter (Halle): 46,94 s, 20. Februar 2022 in Birmingham